# Сан-Кризогоно
Сан-Кризогоно, или Базилика Святого Хрисогона Аквилейского (итал. La basilica di San Crisogono) — титулярная церковь, освящённая в честь римского первомученика святого Хрисогона Аквилейского (san Crisogono di Aquileia). Расположена в историческом центре Рима, в районе Трастевере на площади Сиднея Соннино (Piazza Sidney Sonnino), 44, вдоль Виале-ди-Трастевере.
Титулярная церковь. Имеет достоинство малой базилики (basilica minore) с титулом церкви Сан-Кризогоно. C 22 февраля 2014 года кардиналом-священником церкви является корейский кардинал Андрей Ём Су Чжун.

## История
Сан-Кризогоно — одна из старейших церквей Рима. Первая церковь на этом месте была построена на руинах античного сооружения в 499 году при папе Сильвестре I. Построена заново в 1129 году кардиналом Джованни да Крема. Сохранилась старинная кирпичная кампанила, увенчанная пирамидальным шатром, и в интерьере — мозаичный пол в стиле косматеско.
В 1626 году распоряжением кардинала Сципионе Каффарелли-Боргезе церковь была перестроена в стиле барокко по проекту Джованни Баттиста Сориа. Имя кардинала и его геральдические эмблемы (орёл и крылатый дракон) повторяются повсюду. Под нынешней церковью видны остатки первой, обнаруженной при археологических изысканиях 1907 года и при последующих раскопках. Базилика на протяжении веков была национальной церковью сардинцев и корсиканцев, проживавших в Риме. Начиная с XVI века иммигрировавшие в город корсиканцы селились в той части Трастевере, что лежит между портом Рипа-Гранде и церковью. Внутри церкви Сан-Кризогоно похоронены несколько командиров, служивших папе в корсиканской гвардии (Guardia corsa).
Территорию под сакристией церкви исследовали Л. Манфредини и К. Пикколини в 1907. Надписи, найденные при раскопках, иллюстрирующие историю церкви, были собраны и опубликованы Винченцо Форчеллой.
Церковь на протяжении столетий обслуживается тринитариями. Среди предыдущих кардиналов-священников был Винченцо Джоаккино Раффаэле Луиджи Печчи, в 1878 году избранный папой под именем Льва XIII.

## Археологические исследования
Остатки первой церкви, возможно, времени правления Константина I, и ранние римские дома можно увидеть под полом современного храма, куда ведёт лестница из сакристии. Ранняя церковь имела необычную форму: вместо обычного базиликального плана с центральным нефом и двумя боковыми проходами у храма был всего один неф. По обеим сторонам апсиды находятся компартименты (приделы), известные как пастофории, служебные помещения, необычные для Запада, но типичные для восточных церквей. Правый придел выполнял функции дьяконника. Левый, вероятно, был протезисом, где хранились святые мощи.
При раскопках было обнаружено несколько кувуклий (ниш), в том числе одна, вырубленная в южной стене. Поскольку план нетипичен для ранних римских церквей, возникло предположение, что у строения изначально была другая функция, а наличие каменных чаш могло означать, что это была прачечная и красильня. В то время Трастевере был торговым районом, так что это вполне вероятно. По иной версии чаша в южной стене служила купелью для крещения после того, как здание было освящено в качестве церкви. В помещении также сохранилось несколько позднеантичных саркофагов, украшенных рельефами.

## Фасад церкви
Внешний вид базилики Сан-Кризогоно характеризуется главным фасадом, выходящим на Виале Трастевере, перестроенным в стиле барокко по приказу кардинала Шипионе Каффарелли-Боргезе в 1626 году архитектором Джованни Баттиста Сориа. Церковь имеет нартекс, крытую галерею, открывающуюся наружу четырьмя колоннами тосканского ордера. Колонны поддерживают карниз с аттиком, увенчанным чередующимися «пламенеющими вазонами» и скульптурами орлов из герба семейства Боргезе. По сторонам имеются арочные проёмы, выполняющие функции дополнительных входов. Верхний ярус фасада венчает треугольный фронтон с рельефным изображением рогов изобилия.

## Интерьер и произведения искусства
Интерьер имеет простой план базилики с тремя нефами, разделёнными двумя рядами гранитных колонн ионического ордера — результат реконструкции семнадцатого века, хотя многие элементы, в частности колонны, представляют собой сполии, они сохранены от античных построек.
Главный алтарь сохранился с 1127 года. Апсида, украшена позолоченными барельефами, киворий, поддерживаемый четырьмя алебастровыми колоннами выполнен Дж. Б. Сориа, 1641). Дж. Б. Сориа создал резной кессонированный плафон (потолок) из позолоченного дерева. Он считается одним из красивейших в Риме. Картина в центре плафона принадлежит Гверчино и изображает «Славу святого Хризогона». Оригинал, проданный в Англию в XIX веке, сейчас находится в лондонском Ланкастер-Хаусе. На плафоне находится копия.
С левой стороны главного нефа находится усыпальница блаженной Анны Марии Таиджи, погребённой здесь по обычаю тринитариев. Блаженная Анна Мария Таиджи (1769—1837) была христианским мистиком, причисленным к лику блаженных в 1920 году. Над алтарём находится картина Аронна Дель Веккьо, изображающая «Святых тринитариев во славе».
Памятник слева от входа, посвящённый кардиналу Джованно Якопо Милло, был завершен Карло Маркионни и Пьетро Браччи. Вдоль правой стороны нефа находятся остатки фресок, в том числе образ Святой Франчески Римской и «Распятие», приписываемые Паоло Гвидотти и перенесённые из церкви Святых Варвары и Екатерины. В нефе также представлены картины «Три архангела» Джованни да Сан-Джованни и «Троица и ангелы» Джачинто Джиминьяни. Под церковью сохранились зал базилики IV века, развалины римского дома, за алтарём фрески «Мадонна с Младенцем и двумя святыми: Хризогоном и Иаковом» (школа Пьетро Каваллини) конца XIII века и сцены из жизни св. Хризогона. Свод пресбитерия украшен фресками Джузеппе Чезари с изображением Девы Марии.
«Капелла Святых тайн» (La cappella del SS. Sacramento), справа от апсиды, создана в 1627 (или 1641) году по проекту Джан Лоренцо Бернини. В церкви находятся несколько саркофагов, картины с изображениями святых Сильвестра, Пантелеимона, Бенедикта Нурсийского.
- Интерьер церкви
- Деталь плафона. Гверчино. Слава святого Хризогона.
- Павимент (мозаичный пол) косматеско
- Древняя апсида и крипта
- Святой Бенедикт Нурсийский, исцеляющий прокажённого. Фрагмент фрески XI в.
- П. Гвидотти. Распятие
- Капелла Святых тайн. 1627 (или 1641). Дж. Л. Бернини